# Campeonato Mundial de Biatlo
O Campeonato Mundial de Biatlo é uma competição anual de biatlo, onde os principais biatletas competem pelo título de campeões mundiais. A primeira edição foi em 1958, ocorrendo anualmente exceto nos anos olímpicos. A partir de 1976 passou-se a disputar o campeonato em anos olímpicos (exceto em 1980), porém apenas provas que não estavam nos cronograma olímpico são disputados.

## Edições
| #            | Ano  | Sede                      | Eventos |
| ------------ | ---- | ------------------------- | ------- |
| 1            | 1958 | Saalfelden                | 2       |
| 2            | 1959 | Courmayeur                | 2       |
| 3            | 1961 | Uma                       | 2       |
| 4            | 1962 | Hämeenlinna               | 2       |
| 5            | 1963 | Seefeld                   | 2       |
| 6            | 1965 | Elverum                   | 2+1     |
| 7            | 1966 | Garmisch-Partenkirchen    | 2       |
| 8            | 1967 | Altenberg                 | 2       |
| 9            | 1969 | Zakopane                  | 2       |
| 10           | 1970 | Östersund                 | 2       |
| 11           | 1971 | Hämeenlinna-Tavastehus    | 2       |
| 12           | 1973 | Lake Placid               | 2       |
| 13           | 1974 | Minsk                     | 3       |
| 14           | 1975 | Antholz-Anterselva        | 3       |
| 15           | 1976 | Antholz-Anterselva        | 1       |
| 16           | 1977 | Vingrom                   | 3       |
| 17           | 1978 | Hochfilzen                | 3       |
| 18           | 1979 | Ruhpolding                | 3       |
| 19           | 1981 | Lahti                     | 3       |
| 20           | 1982 | Minsk                     | 3       |
| 21           | 1983 | Antholz-Anterselva        | 3       |
| 22           | 1984 | Chamonix                  | 3       |
| 23           | 1985 | Ruhpolding (masculino)    | 3       |
| 23           | 1985 | Egg am Etzel (feminino)   | 3       |
| 24           | 1986 | Oslo (masculino)          | 3       |
| 24           | 1986 | Falun (feminino)          | 3       |
| 25           | 1987 | Lake Placid (masculino)   | 3       |
| 25           | 1987 | Lahti (feminino)          | 3       |
| 26           | 1988 | Chamonix                  | 3       |
| 27           | 1989 | Feistritz                 | 8       |
| 28           | 1990 | Minsk (individual)        | 8       |
| 28           | 1990 | Oslo (velocidade)         | 8       |
| 28           | 1990 | Kontiolahti (revezamento) | 8       |
| 29           | 1991 | Lahti                     | 8       |
| 30           | 1992 | Novosibirsk               | 2       |
| 31           | 1993 | Borovets                  | 8       |
| 32           | 1994 | Canmore                   | 2       |
| 33           | 1995 | Antholz-Anterselva        | 8       |
| 34           | 1996 | Ruhpolding                | 8       |
| 35           | 1997 | Brezno-Osrblie            | 10      |
| 36           | 1998 | Hochfilzen                | 4       |
| 37           | 1999 | Kontiolahti               | 10      |
| 38           | 2000 | Oslo                      | 10      |
| 39           | 2001 | Pokljuka                  | 10      |
| 40           | 2002 | Oslo                      | 2       |
| 41           | 2003 | Khanty-Mansiysk           | 10      |
| 42           | 2004 | Oberhof                   | 10      |
| 43           | 2005 | Hochfilzen                | 11      |
| 44           | 2006 | Pokljuka                  | 1       |
| 45           | 2007 | Antholz-Anterselva        | 11      |
| 46           | 2008 | Östersund                 | 11      |
| 47           | 2009 | Pyeongchang               | 11      |
| 48           | 2010 | Khanty-Mansiysk           | 1       |
| 49           | 2011 | Khanty-Mansiysk           | 11      |
| 50           | 2012 | Ruhpolding                | 11      |
| 51           | 2013 | Nové Město na Moravě      | 11      |
| 52           | 2015 | Kontiolahti               | 11      |
| 53           | 2016 | Oslo                      | 11      |
| Referências: |      |                           |         |